# ریچارد جیمز اوگلزبی
ریچارد جیمز اوگلزبی (به انگلیسی: Richard James Oglesby) سناتور سابق عضو حزب جمهوری‌خواه ایالات متحده آمریکا بود. وی در سال ۱۸۷۳ تا ۱۸۷۹ میلادی سناتور ایالت ایلی‌نوی در سنای ایالات متحده آمریکا بود.